# برج سيتيبنك
برج سيتيبنك هو برج تجاري ماليزي مكون من 50 طابق من الفئة أ، ويقع بالقرب من أبراج بيترانس ويضم المقر الرئيسي لشركة السيتيبنك، ويوجد في المبنى مرفق لوقوف سيارات الموظفين والزوّار في الطابق السفلي. طور المبنى "الليون جروب" وانتهوا منه عام 1995، وسمي في البداية ب "مينارا ليون" أو "برج الليون" حتى استحوذ سيتيبنك على حصة 50% وانتقل الى المبنى عام 2000.

## تاريخ ملكية البرج
المبنى مملوك لشركة Inverfin Sdn Bhd، المملوكة بدورها بالتساوي لشركة Hap Seng Consolidated Bhd و Menara Citi Holding Co. حصلت شركة Hap Seng على حصتها البالغة 50٪ في أغسطس 2009 من CapitaLand (30٪) و Amsteel Corp Bhd (20٪) (وهي شركة تابعة لمجموعة Lion Group)، بعد قرار IOI Group بعدم المضي قدمًا. في مايو 2010، أشارت شركة Hap Seng Consolidated إلى اهتمامها بالحصول على حصة 50٪ المتبقية في البناء في وقت ما في المستقبل.